# Fort de Douaumont

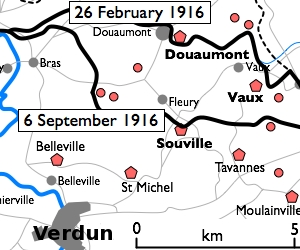
Forts de la rodalia de Verdun. El de Douaumont es troba al nord-est de la ciutat, a dalt a la dreta. Les línies negres representen el límit de l'avenç de les tropes alemanyes els dies 26 de febrer i 6 de setembre de 1916, mentre que la línia blava representa el riu Mosa.

El Fort de Douaumont (en francès: Fort de Douaumont) va ser el fort més gran i més alt de l'anell de 19 grans obres defensives que havien protegit la ciutat de Verdun, França, des de la dècada de 1890. El 1915, l'Estat Major francès va decidir desarmar de manera parcial els forts de la zona, ha que havia conclòs que no podien resistir els bombardejos dels canons gamma de 420 polzades que les tropes alemanyes havien utilitzat per a anorrear els forts belgues l'agost de 1914. Així, el 25 de febrer, el fort va poder ser capturat sense esforç per una comitiva de 19 oficials i 79 soldats alemanys, que es van poder esmunyir per una finestra que donava al fossar. La ràpida caiguda del fort, només tres dies després del començament de la batalla de Verdun, va sorprendre l'exèrcit francès, que va preparar l'escenari per a la resta d'una batalla que va durar nou mesos, amb un cost humà enorme. Douaumont va ser finalment recuperat per tres divisions d'infanteria del Segon Exèrcit, durant la primera batalla ofensiva de Verdun, el 24 d'octubre de 1916, assalt que va posar punt final a la batalla.

## Història

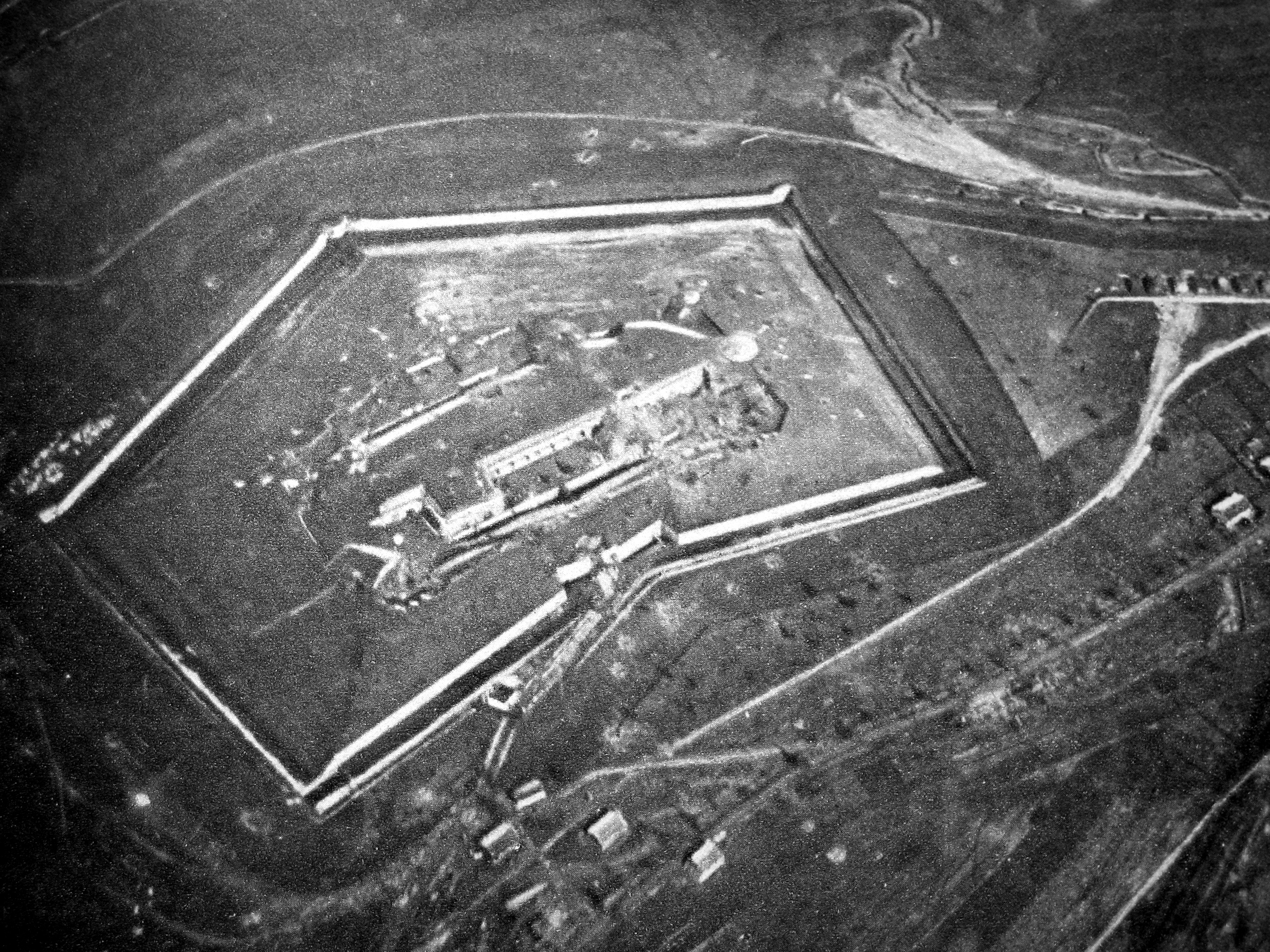
Vista aèria del fort, amb el nord a la part superior, a principis de 1916, abans de la Batalla de Verdun.

Els treballs de construcció van començar l'any 1885 prop del poble de Douaumont, en alguns dels terrenys més alts de la zona i van continuar com a treballs de reforç de manera contínua fins al 1913. Tenia una superfície total de 30.000m2 i feia aproximadament 400m de llarg, amb dos nivells subterranis protegits per una coberta de formigó armat d'acer de 12 metres de gruix a damunt d'un coixí de sorra, millores que havien estat finalitzades el 1903. L'entrada al fort era a la part posterior. Dos túnels principals anaven d'est a oest, un per sobre de l'altre, amb sales de barraques i passadissos que conduïen a les parts perifèriques del fort, bifurcades dels túnels principals. El fort estava equipat amb nombrosos llocs armats, una torreta giratòria de 155mm, una de 75, quatre canons de 75mm i diverses torretes ametralladores. L'accés al fossar al voltant del fort era vigilat pels canons giratoris antipersona Hotchkiss situats en casamates de paret o a cada cantonada.
En retrospectiva, Douaumont estava molt més ben preparat per a suportar els bombardejos més intensos que no pas els forts belgues que havien estat destruïts el 1914. La invasió alemanya de Bèlgica el 1914 havia obligat els planificadors militars a repensar radicalment la utilitat de les fortificacions en la guerra. Els forts belgues havien estat ràpidament destruïts per l'artilleria alemanya i fàcilment envaïts. Tanmateix, aquests havien estat construïts amb formigó no armat i amb moltes capes que es van acabar trencant fàcilment. L'agost de 1915, el general Joseph Joffre va aprovar la reducció de la guarnició de Douaumont i d'altres forts de Verdun. Douaumont va ser desposseït de tot el seu armament excepte els dos canons de torreta, ja que eren massa difícils de treure. Els dos búnquers al costat del fort també van ser desarmats. La guarnició eren majoritàriament reservistes de mitjana edat, sota el comandament del governador militar de la ciutat i no pas de l'exèrcit de camp.

### Captura

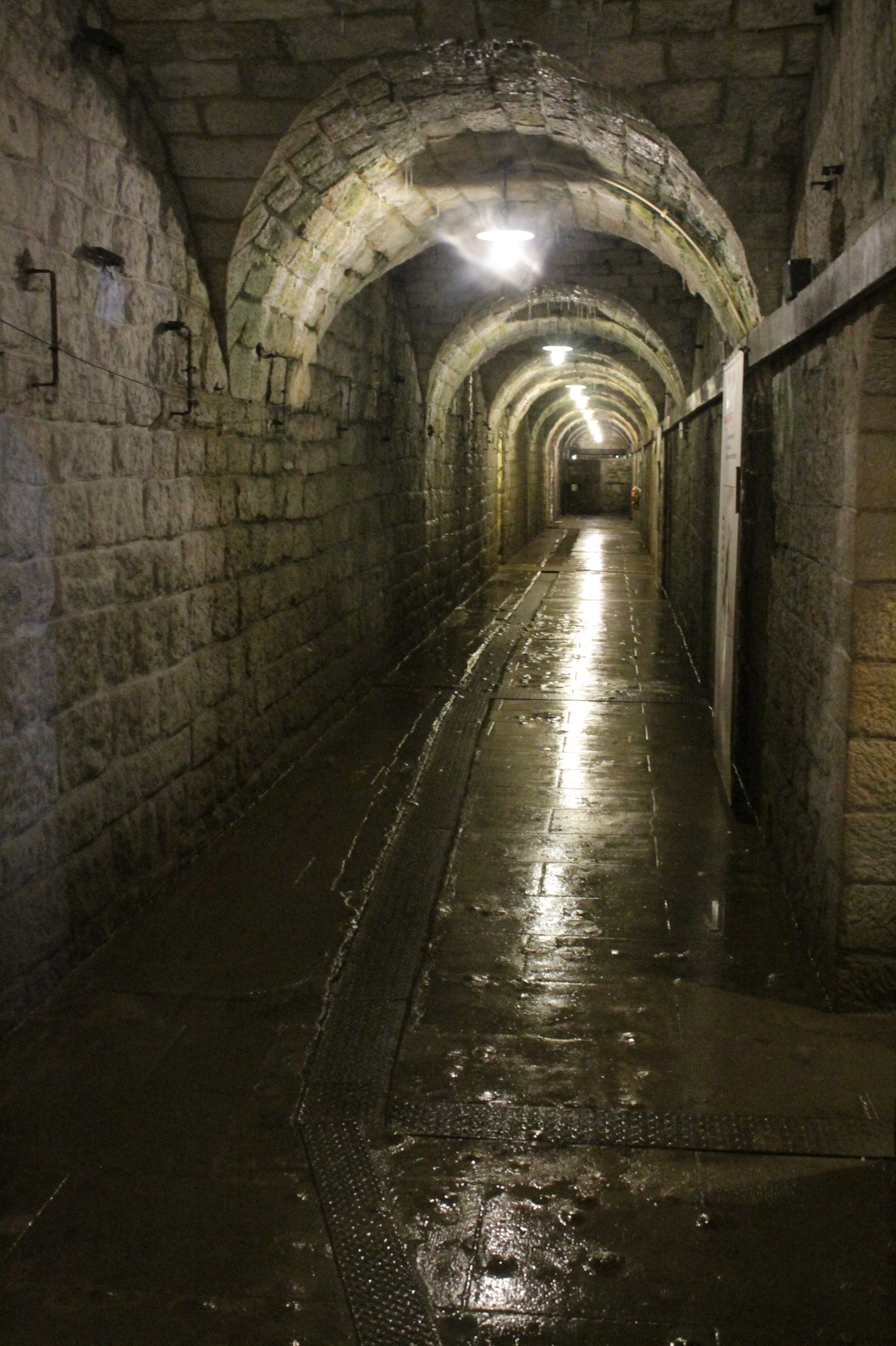
Pas principal de comunicació, Fort de Douaumont

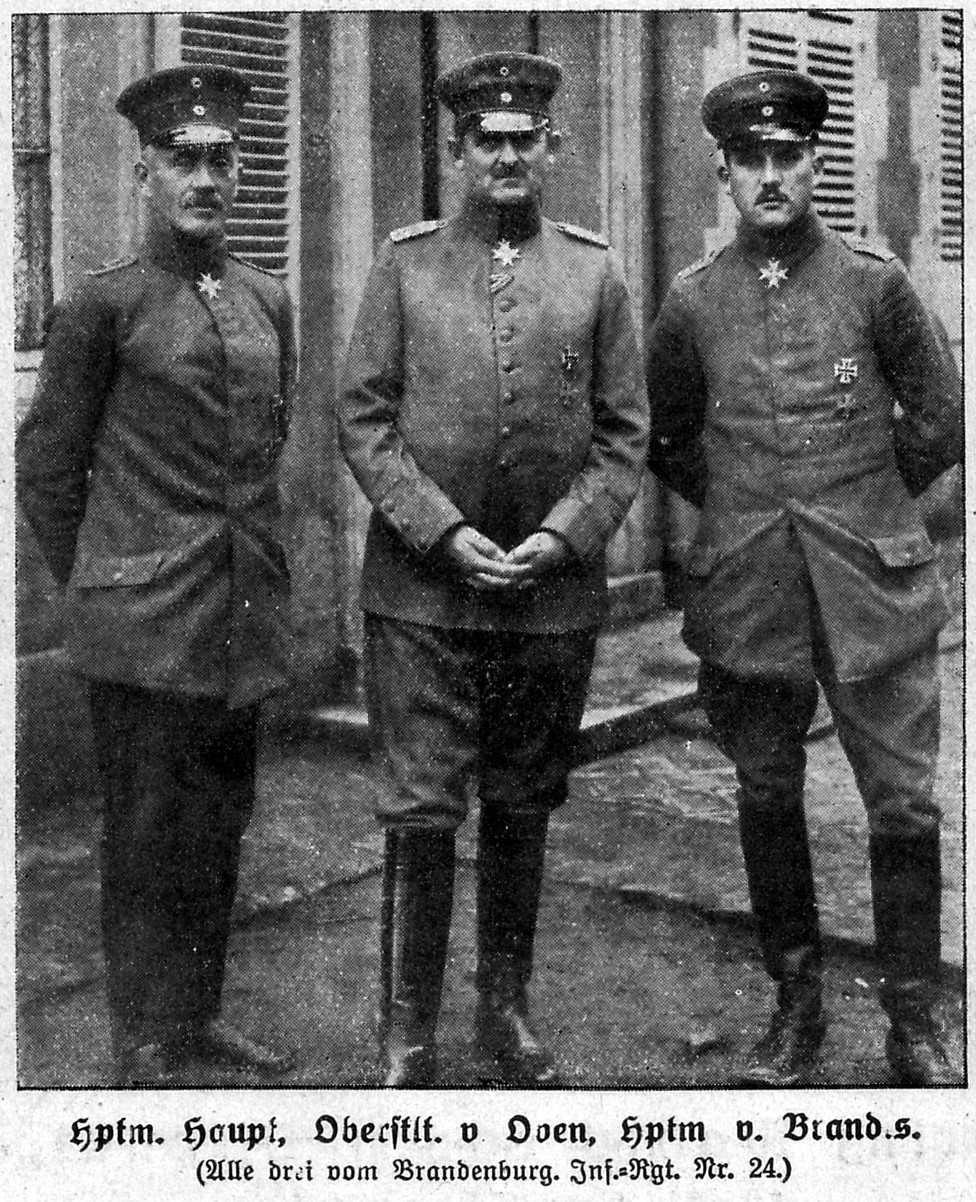
Capità Hans-Joachim Haupt, Tinent-Coronel von Oven, Capità Cordt von Brandis.

El 21 de febrer de 1916, el 5è Exèrcit alemany va iniciar una ofensiva que va iniciar la batalla de Verdun. El de Douaumont era el fort més gran i més alt dels dos anells concèntrics de forts que protegien la ciutat i, per tant, la clau de volta de les defenses de la ciutat. L'ofensiva alemanya ja tenia quatre dies i avançava ràpidament des del nord quan, el 24 de febrer, va arribar al fort, que aleshores estava dotat de només 56 soldats. El soldat de més alt rang del fort era un suboficial anomenat Chenot. El 25 de febrer, elements del 24è Regiment de Brandenburg (6. Infanterie-Division, III. Armeekorps) es van apropar al fort des del nord, com a grup de reconeixement o atac. La major part de la guarnició francesa s'havia refugiat als nivells inferiors per escapar dels incessants bombardejos alemanys amb canons de gran calibre.
Els ocupants feia temps que estaven sense comunicació amb el món exterior i que havien abandonat les cúpules d'observació. Només un petit equip d'artilleria continuava operant la torreta de 155mm tot disparant objectius llunyans i el fossar havia quedat indefens. Uns 10 enginyers de combat alemanys, dirigits pel sergent Kunze, van aconseguir apropar-se al fort sense oposició. La visibilitat era escassa a causa del mal temps, i els metralladors francesos del poble de Douaumont pensaven que els alemanys eren tropes colonials franceses que tornaven d'una patrulla. Kunze i els seus homes van arribar al fossar i van trobar que les casamates de la paret (coffres en francès) que defensaven el fossar estaven desocupades. Kunze va aconseguir pujar-hi dins per obrir una porta. Els homes de Kunze es van negar a entrar a la fortificació, per por d'una emboscada. Armat només amb un rifle, el sergent va anar a capturar tot sol l'equip d'artilleria, i els va arrestar.
Després que les tropes de Radtke es retrobessin amb les de Kunze, van arribar més columnes de tropes alemanyes sota el comandament de Hauptmann Haupt i l'Oberleutnant von Brandis. No es va disparar cap tret a la captura de Fort Douaumont. L'única víctima va ser un dels homes de Kunze, que es va pelar un genoll. Tot i ser l'últim oficial que va entrar al fort, von Brandis va ser qui va enviar l'informe sobre la captura de Douaumont a l'alt comandament alemany, enduent-se tot el mèrit. No va ser fins a la dècada de 1930 que fonts historiogràfiques van poder corroborar que la captura del fort havia estat duta a terme per Kunze, qui va ser condecorat. Uns dies més tard, l'oficial prussià va estar informant al príncep hereu Guillem de la seva heroica presa. No es va fer cap menció dels esforços del tinent Radtke o del sergent Kunze. En canvi, von Brandis es va convertir en l'"Heroi de Douaumont" i va rebre el Pour le Mérite, (Haupt també el va rebre més tard). Kunze, que va irrompre i va tancar la guarnició i Radtke, que va prendre el comandament durant la captura del fort, no van rebre cap premi. No va ser fins a la dècada de 1930, després que els historiadors del comitè alemany de la Gran Guerra tinguessin temps de revisar la presa de Fort Douaumont que es va donar el crèdit tardàment. Kunze, ara membre de l' Ordnungspolizei, va rebre una promoció i l'ordre de Pour le Mérite , mentre que el tinent Radtke va obtenir un retrat autografiat de l'antic príncep hereu Guillem.
Douaumont, la clau de volta del sistema de forts que havia de protegir Verdun d'una invasió alemanya, s'havia abandonat sense lluitar. En paraules d'un comandant de la divisió francesa, la seva pèrdua costaria a l'exèrcit francès 100.000 vides. Després de la captura, Douaumont es va convertir en un refugi invulnerable i una base operativa per a les forces alemanyes.

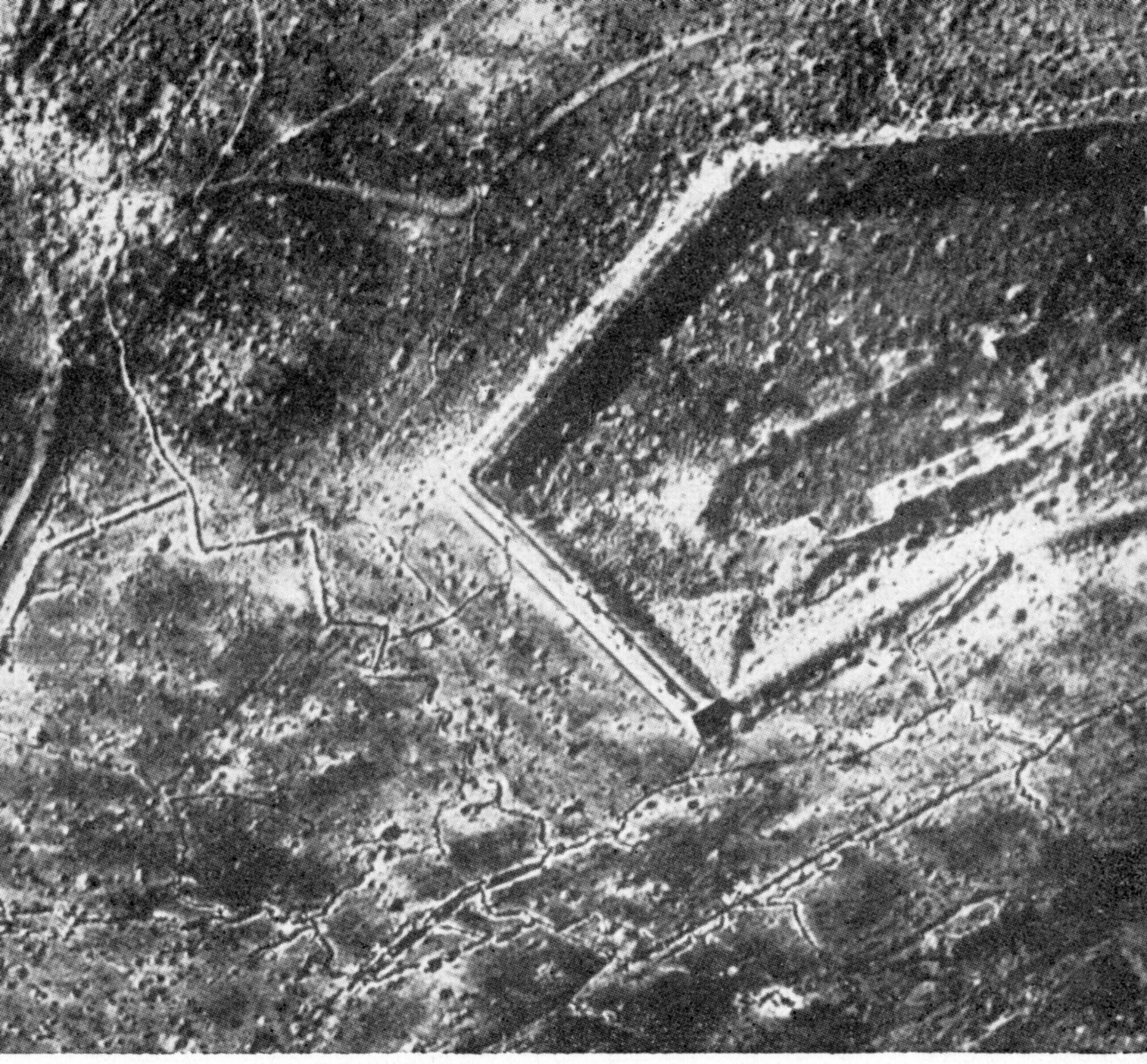
Aerial view towards the end of 1916, showing trenches and shell craters. North is approximately at top

El Segon Exèrcit francès va fer un primer intent de recuperar el fort a finals de maig de 1916. Van ocupar l'extrem oest del fort durant 36 hores, però van ser desallotjats després de patir grans pèrdues, sobretot de l'artilleria alemanya i els morters de trinxeres properes. El 8 de maig de 1916, un foc de cuina sense vigilància va fer detonar magranes i combustible per llançaflames, que va fer detonar un dipòsit de munició. La tempesta de foc va arrasar el fort, matant a l'instant centenars de soldats, inclòs l'estat major del 12è regiment de granaders. Alguns dels 1.800 supervivents ferits es van confondre amb la infanteria colonial francesa i van ser disparats pels seus companys; un total de 679 soldats alemanys van morir a l'incident, les restes dels quals es troben al lloc.

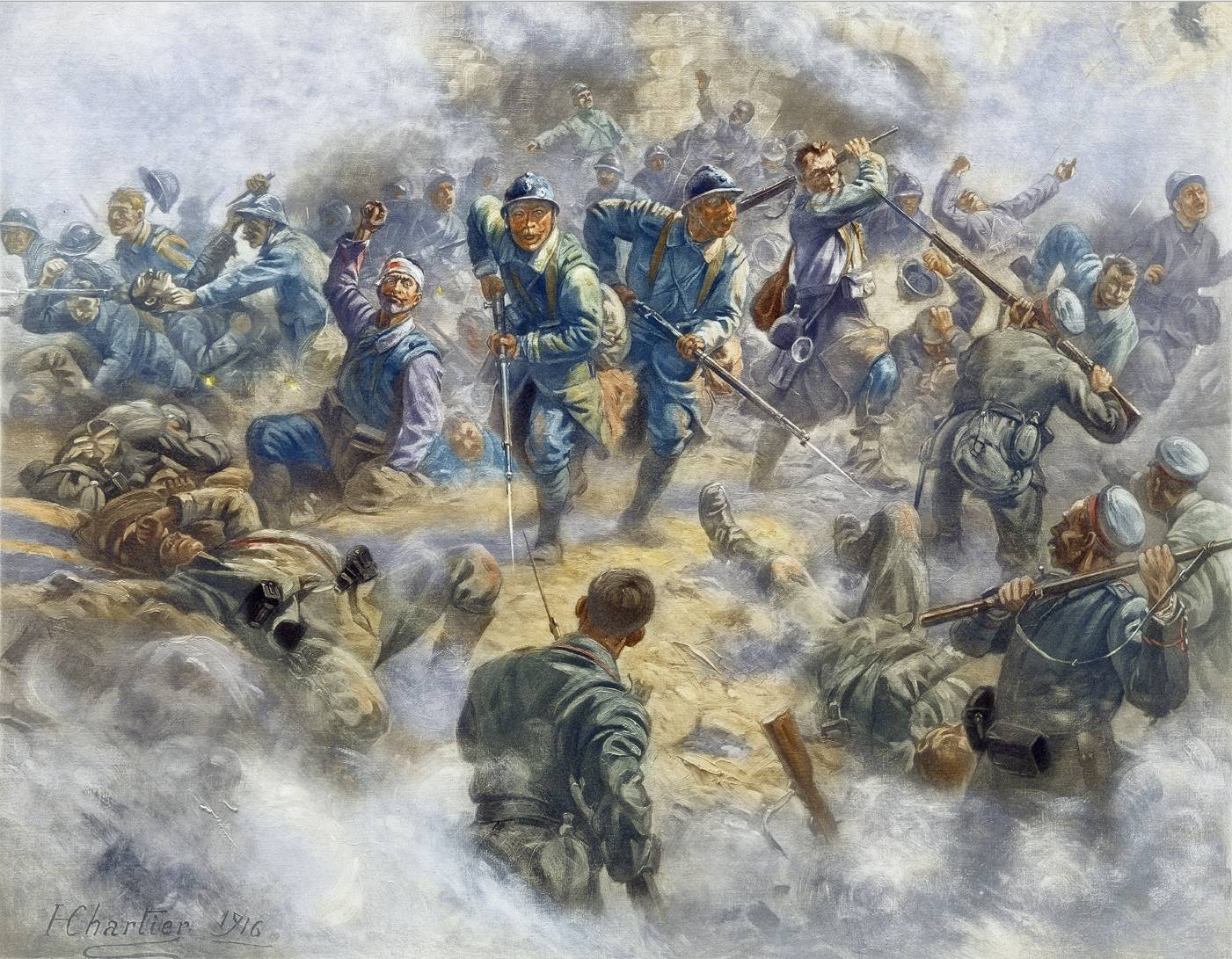
Recaptura del fort, el 24 d'octubre de 1916.

Una ofensiva francesa, amb tres divisions d'infanteria dirigides pel Regiment Colonial del Marroc, va començar el 24 d'octubre de 1916 per recuperar el fort. Douaumont havia estat colpejat durant dies per dos canons de 400mm de llarg abast anomenats "Alsàcia" i "Lorena", col·locats a Baleycourt, al sud-oest de Verdun. La situació al fort havia esdevingut insostenible i els alemanys van decidir evacuar-lo, tot permetent que els francesos el recapturessin.

## Galeria

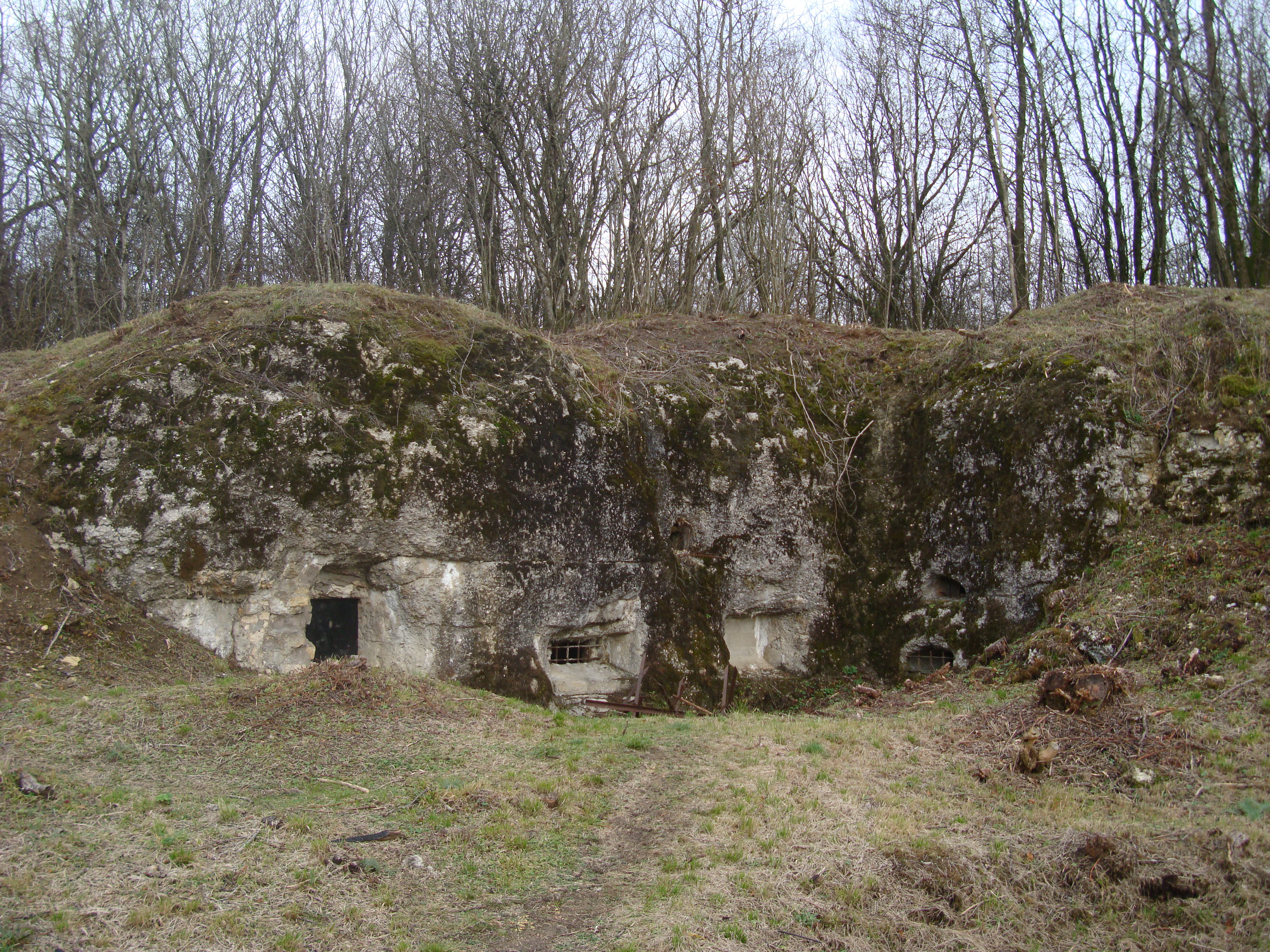
Defenses al fort
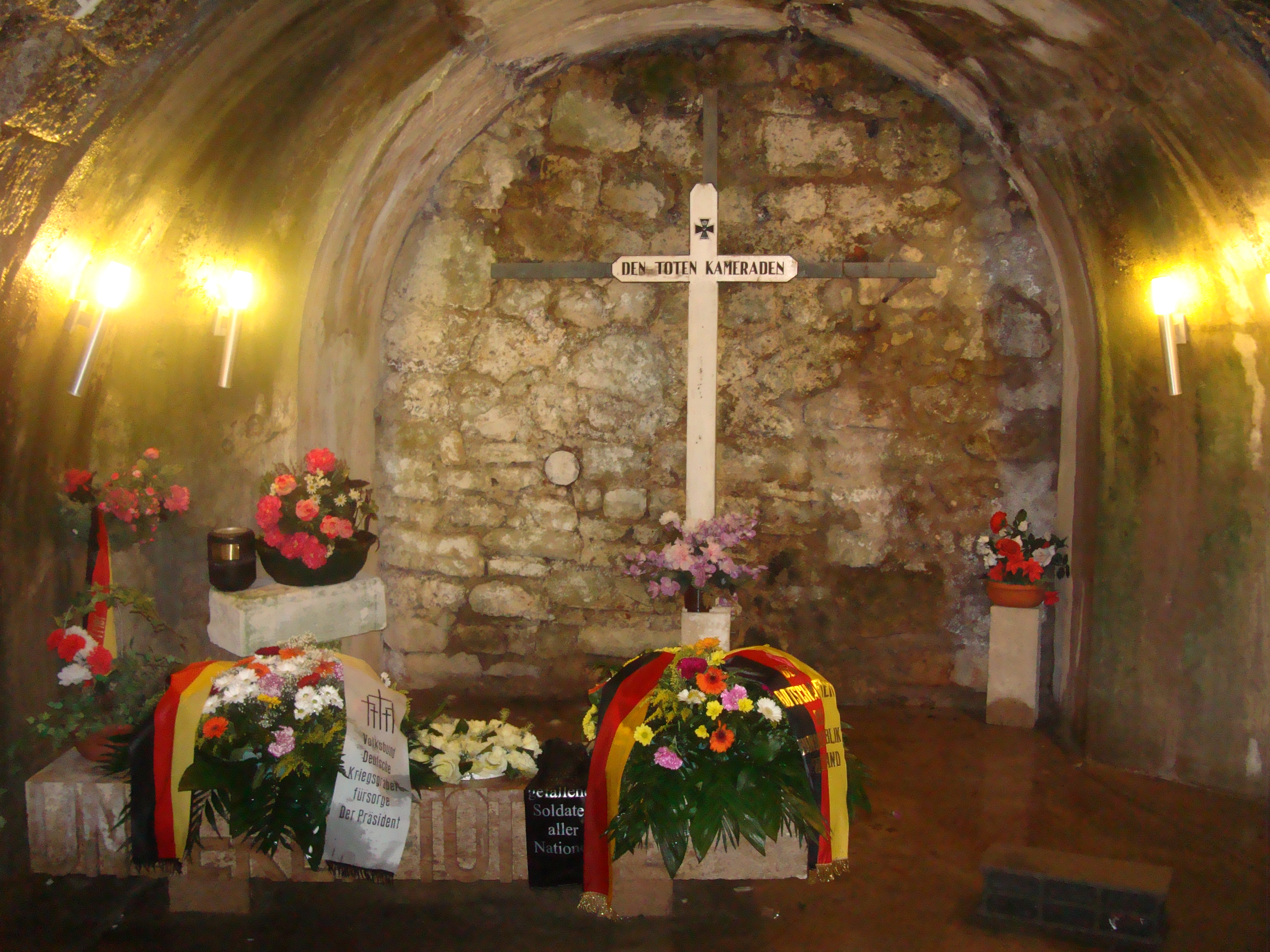
Memorial als soldats alemanys mort a l'incendi
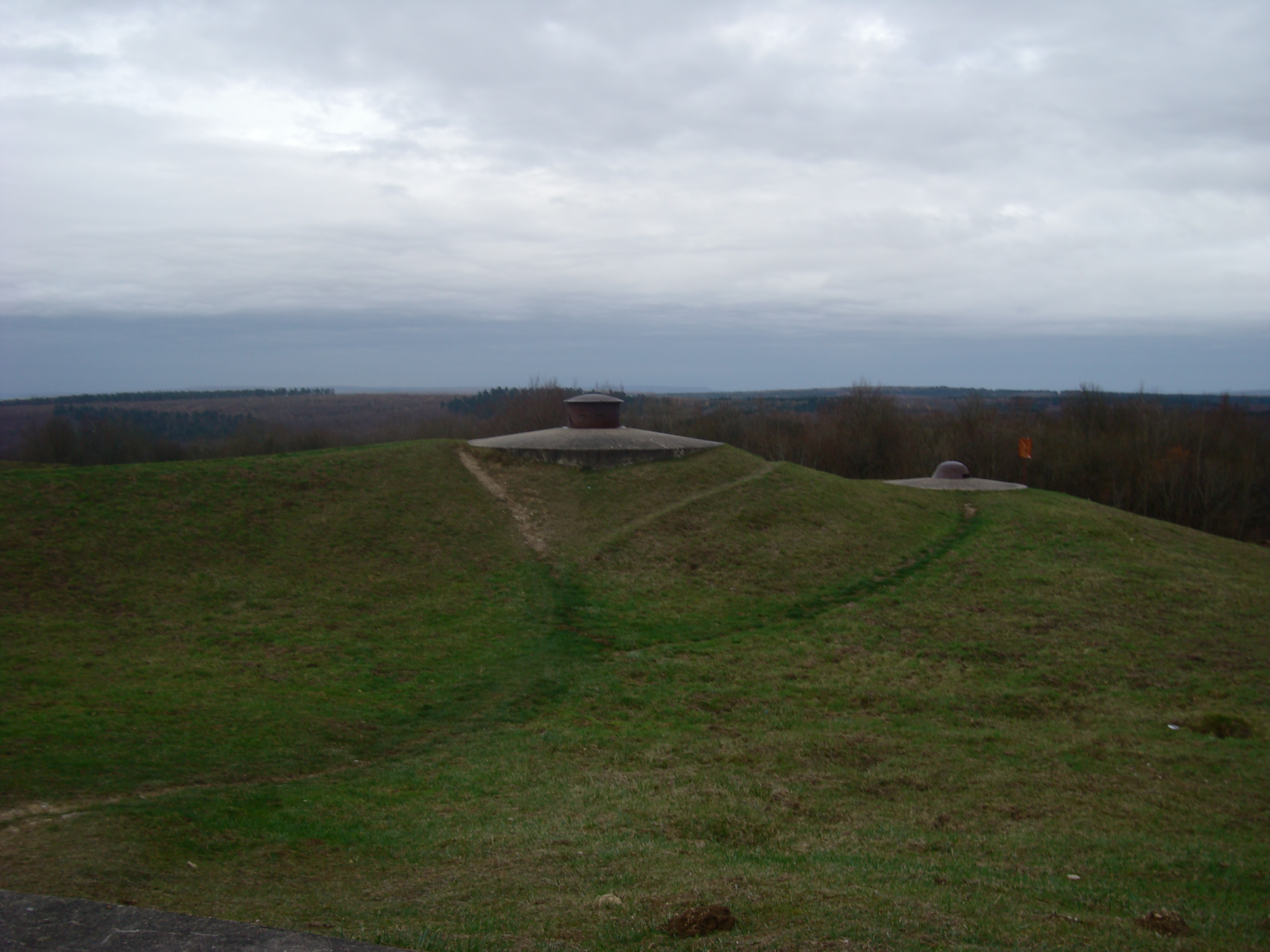
Defenses del fort
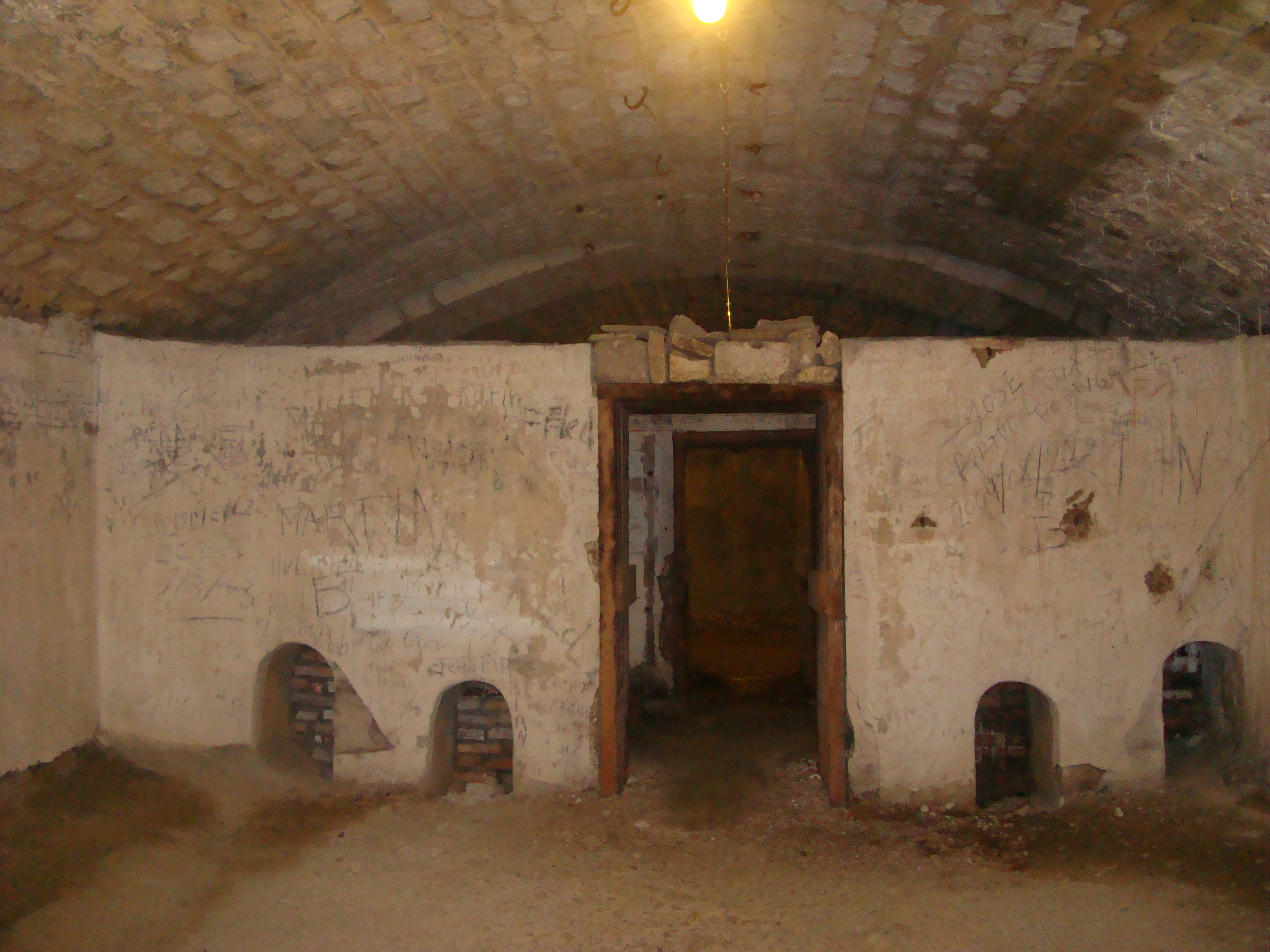
Una habitació
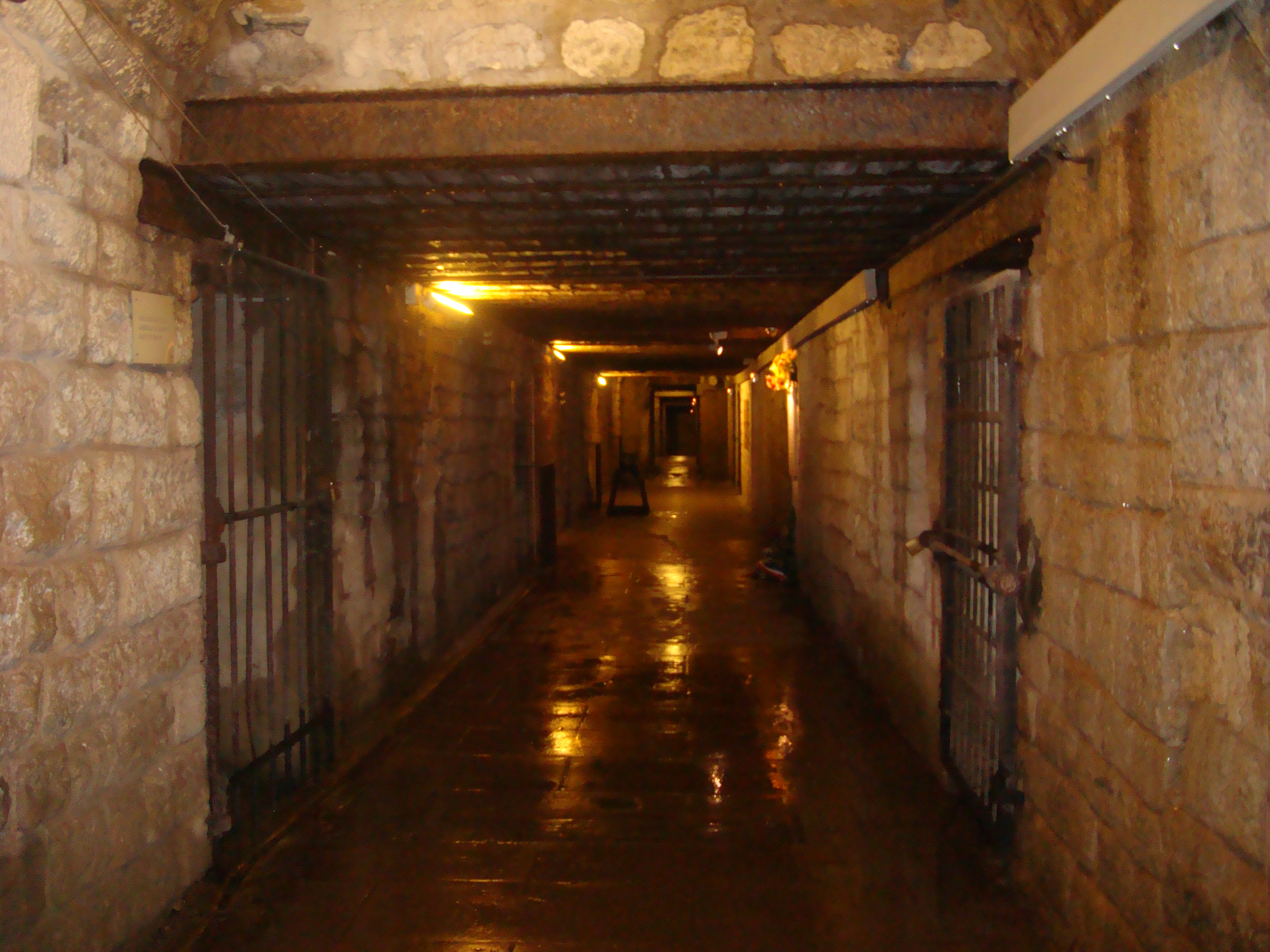
Un dels passadissos de l'interior
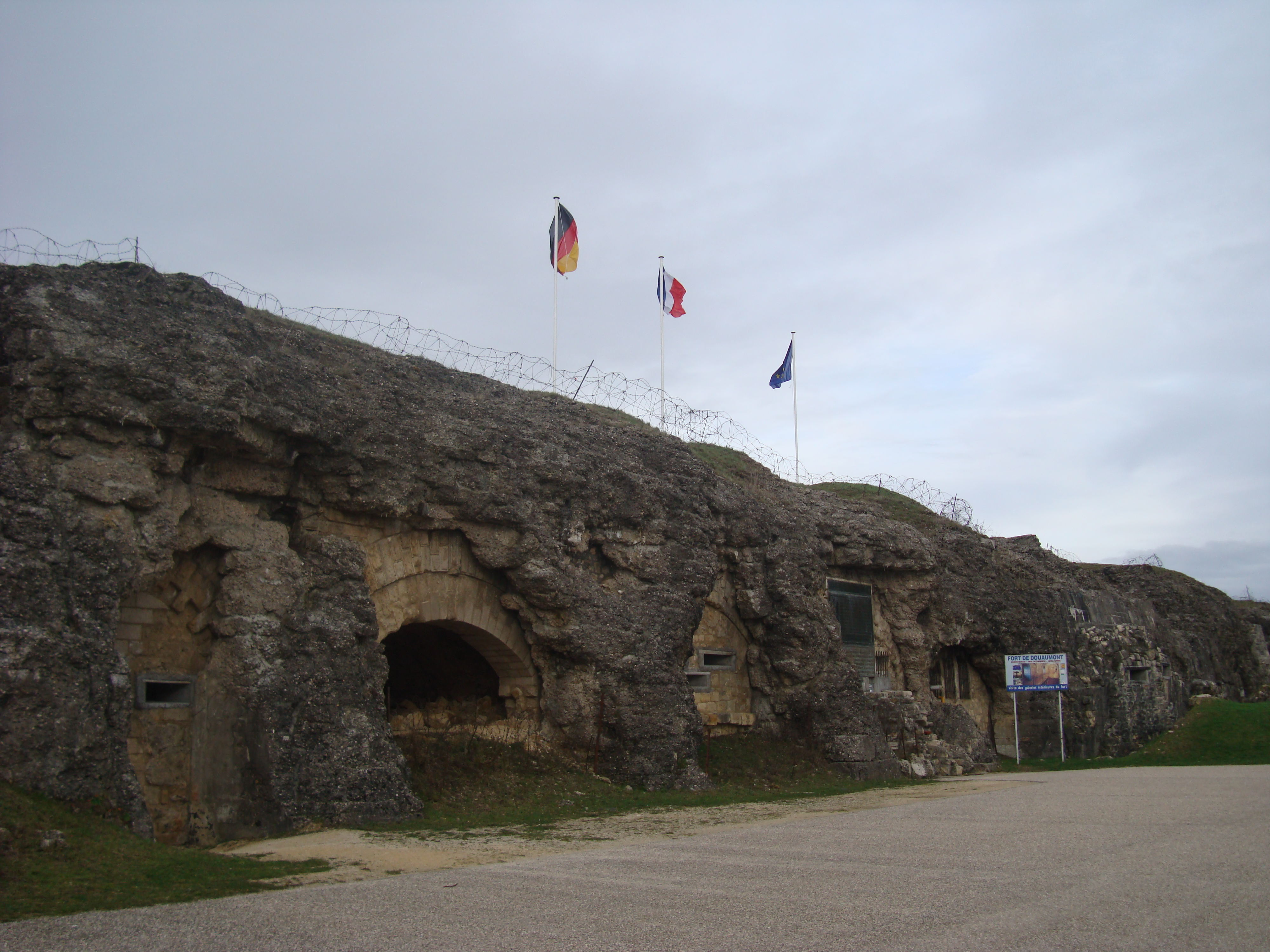
L'entrada
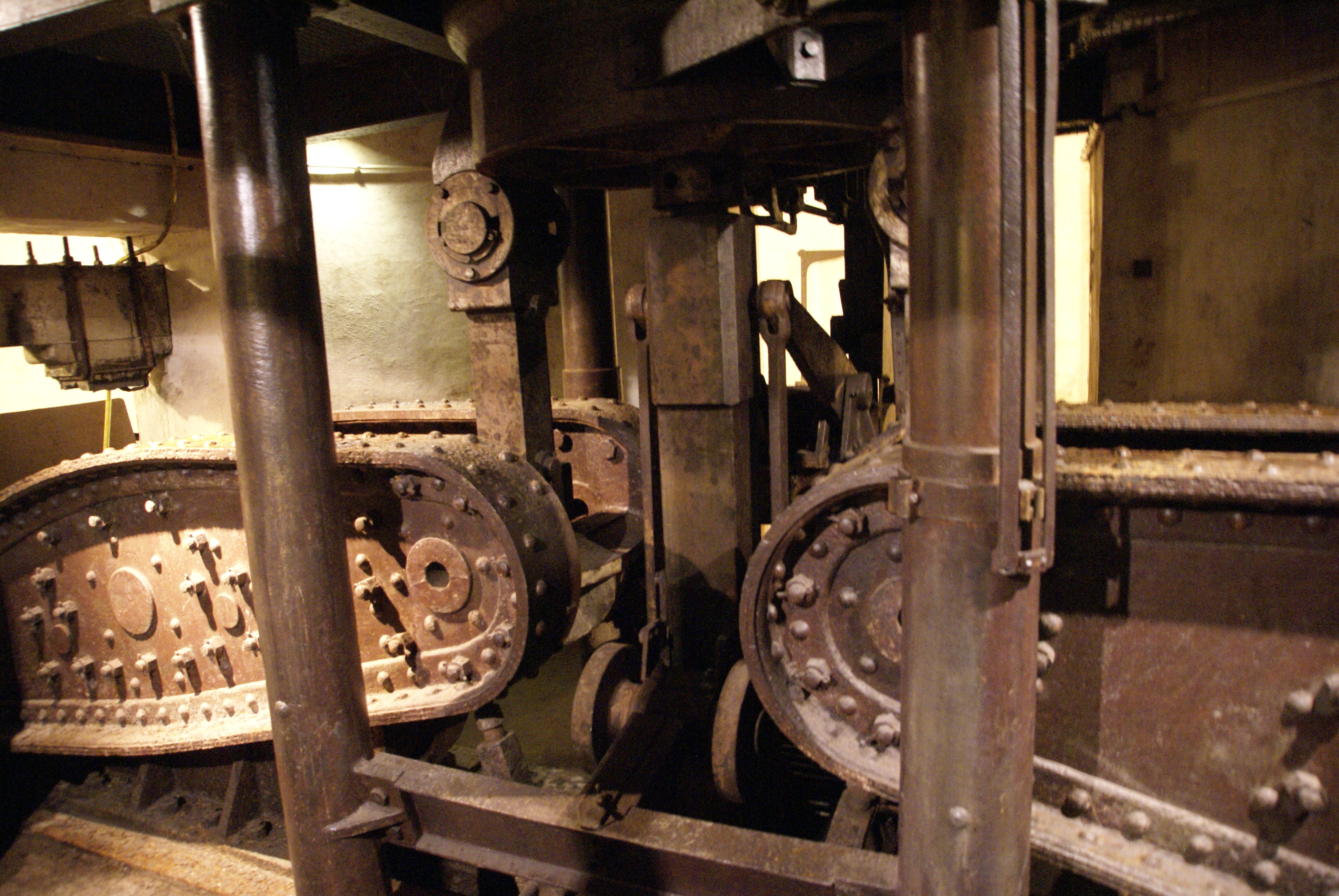
Mecanisme d'elevació de la torreta de 155 mm